# Balanjar

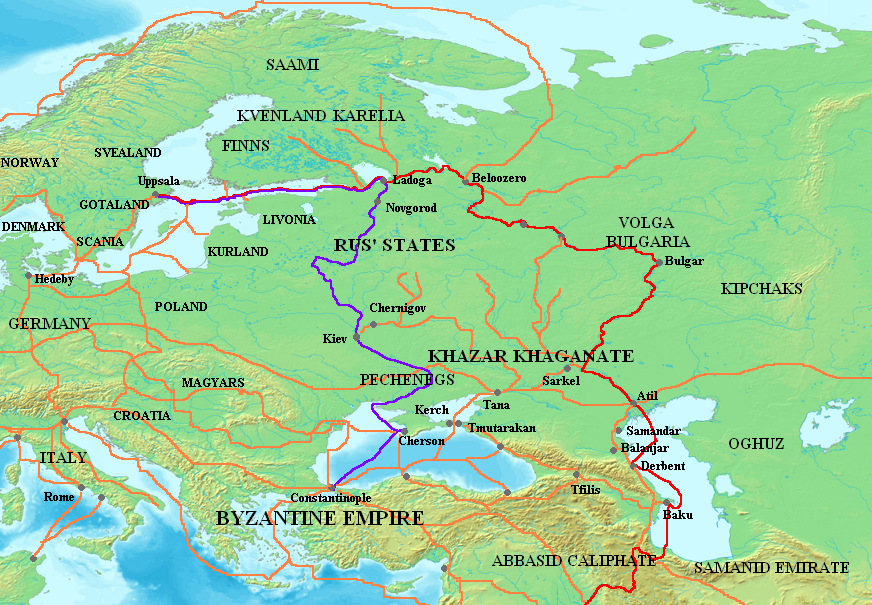
Mapa de les principals rutes comercials varegues dels segles VIII a XI, amb Balanjar a la ruta del Volga (en vermell).

Balanjar (Belenjer, Belendzher) fou una important ciutat dels khàzars al nord del Caucas, entre Derbent i Samandar, probablement a la riba del Sulak, al que avui dia són les ruïnes d'Endere, prop d'Andreyeva. L'arqueòleg Mikhail Artamonov l'havia situat al lloc de la moderna ciutat de Buynask al Daguestan, però després la identificació es va considerar més probable a les ruïnes trobades al sud de Makhachkala
Balandjar es creu que inicialment era el nom col·lectiu dels habitants, una tribu o confederació tribal turca (vegeu Balandjars). Va ser ciutat important (i algun temps capital) dels khàzars entre els segles VII i X. El llegendari fundador fou Balandjar ibn Djapheth.
Es va fundar a l'entorn del 630 com a capital dels dominis dels balandjars. Alguns erudits pensen que el nom podria derivar de Bala (alt) i un nom de clan, Endzhar. Es va integrar al kanat Khàzar vers la meitat del segle VII i va ser capital fins vers el 723. En aquest temps fou atacada vers 653 pel general Abd al-Rahman ibn Rabia al-Bahili; els khàzars van fer una sortida al moment que els arribaven reforços i els musulmans van quedar en inferioritat i foren completament derrotats. Abd al-Rahman ibn Rabia al-Bahili va intentar reagrupar les seves tropes però va morir en la lluita; el seu germà Salman va poder reunir els que van sobreviure i els va portar cap a Bab al-Abwad. El cos del general fou conservat pels khàzars que el van utilitzar després en les seves pregàries per demanar pluja.
Vers el 723 el general al-Djarrah ibn Abdullah al-Hakami va atacar els khàzars el 737 simultàniament des de Daryal o Darial (Bab al-Lan o Porta dels Alans) i els khàzars que defensaven la ciutat foren derrotats i part de la població massacrada; els àrabs van fer molt de botí. Després d'això Balandjar fou reconstruïda però la consideració de capital va passar a Samandar. Balandjar no obstant va conservar certa importància fins al segle x. Al segle xi es va despoblar i estava buida al final del segle.